# یواس‌اس وانکا (۱۹۰۱)
یواس‌اس وانکا (۱۹۰۱) (به انگلیسی: USS Wanka (1901)) یک کشتی است که طول آن ۴۸ فوت ۰ اینچ (۱۴٫۶۳ متر) می‌باشد. این کشتی در سال ۱۹۰۱ ساخته شد.